# 보니 루트
보니 루트(Bonnie Root, 1975년 8월 24일 ~ )는 미국의 배우, 텔레비전 배우, 영화배우이다.
포틀랜드에서 태어났다.

## 영화
- 노 웨이 투 라이브 (2016년)
- 씨시 (2011년)
- 레일즈 앤드 타이즈 (2007년) - 로라 대너 역
- 돈 텔 (2005년)
- 더 랜치 (2004년) - 에밀리 역
- 킬러 딜러 (2004년)
- 콜드 케이스 시즌1 (2003년)
- 커밍 순 (1999년)
- 인베이드 (1998년)
- 터치 미 (1997년)
- 에덴 (1996년)
- 애즈 더 월드 턴즈 (1956년)